# Epania maculata
Epania maculata är en skalbaggsart som beskrevs av J. Linsley Gressitt och Yves Rondon 1970. Epania maculata ingår i släktet Epania och familjen långhorningar.
Artens utbredningsområde är Laos. Inga underarter finns listade i Catalogue of Life.